# Takin' Care of Business
Takin' Care of Business è un album del quintetto del sassofonista jazz Charlie Rouse, pubblicato dalla Jazzland Records nel 1960. Il disco fu registrato l'11 maggio del 1960 a New York City, New York (Stati Uniti).

## Tracce
Lato A
1. Blue Farouq – 7:20 (Blue Mitchell)
2. 204 – 7:34 (Randy Weston)
3. Upptankt – 4:42 (Charlie Rouse)

Lato B
1. Wierdo – 5:59 (Kenny Drew)
2. Pretty Strange – 5:10 (Randy Weston)
3. They Didn't Believe Me – 6:45 (Herbert Reynolds, Jerome Kern)

## Musicisti
- Charlie Rouse - sassofono tenore
- Blue Mitchell - tromba (tranne in: Pretty Strange)
- Walter Bishop Jr. - pianoforte
- Earl May - contrabbasso
- Art Taylor - batteria[3]